# Артвиже
Артвиже (словен. Artviže) су насељено место на Красу у саставу општине Хрпеље–Козина, статистичка регија Истарско-крашка, Словенија.

## Географија
Артвиже се налазе у Ћићаријском Красy на највишем врху масива Бркини (итал. Birchini) нa пoвpшини oд 2,976 км2, на 786,2 м н/в, 6 км северно од Материјe (на путу Ријека-Трст). Источно се налазе Козјане и Татре, а удаљен је 10,2 километара од општинског средишта.

## Историја
У Хабсбуршкој Монархији Артвиже cy билe самостална општина
До територијалне реорганизације у Словенији налазиле су се у саставу старе општине Сежана.

## Знаменитости
- Рустикална камена црква св. Соцерба - Сан Серволо изграђена је у XVII. в. у оригиналном стилу, а посвећена је локалном свецу Сервулусу из Соцерба (слов. св Соцерб, тал. сан Серволо) налази се на брегу изнад села на 817 м н/в који је и највиши врх Бркина. Одатле се пружа леп поглед на Времшчицу, Времску долину, Матарско поље, Славник, а по ведром времену виде се и Јулијске Алпе и Караванке.
- споменик НОБ у средишту Артвижа[4].

## Становништво
По подацима Статистичног уредда Словеније 2021. године, Артвиже су имале 56 становника.
| Број становника по пописима | Број становника по пописима | Број становника по пописима |       |
| --------------------------- | --------------------------- | --------------------------- | ----- |
| 1991                        | 2002                        | 2011                        | 2021. |
| 54                          | 38                          | 47                          | 56    |

## Референцe
1. ↑  Comune di Artuise – catasto austriaco franceschino 1819, Circolo d'Istria
2. ↑  ^ (DE) Gemeinde Artvische – austrijski katastar, Istrien (JPG), na www.gov.si. URL
3. ↑  Černe, Andrej Priročni krajevni leksikon Slovenije, DZS d.d., Ljubljana, 1996, (COBISS)
4. ↑  „ArcGIS Web Application”. gisportal.gov.si. Архивирано из оригинала 21. 04. 2022. г. Приступљено 2022-03-11.
5. ↑  https://www.stat.si/StatWeb/News/Index/8857 Архивирано на веб-сајту  (16. децембар 2020) Statistični urad Republike Slovenije.